# Nāzo Tokhī
Nazo Tokhī, conosciuta anche come Nāzo Anā (in pashtu نازو انا; Kandahar, 1651 – 1717), è stata una poetessa afghana in lingua pashtu.
Madre del re e condottiero afgano Mirwais Hotak (1673-1715), è ricordata come una coraggiosa donna guerriera e come "madre della nazione afgana".

## Biografia
Nāzo Tokhī nacque in una potente e ricca famiglia pashtun nel villaggio di Spozhmayiz Gul, vicino a Thazi, nella provincia di Kandahar in Afghanistan, intorno all'anno 1651. Suo padre, il sultano Malakhai Tokhi, fu un importante capo della tribù pashtun Tokhi e governatore della regione di Ghazni. Nāzo sposò Salim Khan Hotak, figlio dello scià di Persia Karam Khan. Il famoso sovrano afghano della dinastia Hotak, Mirwais Hotak, era suo figlio e Mahmud Hotak e Hussain Hotak erano i suoi nipoti.
Il padre di Nāzo prestò molta attenzione alla sua educazione, affidando la sua istruzione alle personalità più dotte della città; divenne una poetessa colta e famosa, compose circa duemila distici, di cui questa poesia è un esempio: 
as a tear drops from a melancholy eye;

O beauty, I asked, what makes you cry?

Life is too short for me, it answered,

My beauty blooms and withers in a moment,

as a smile which comes and forever fades away»
come una lacrima da un occhio malinconico;

O bellezza, ho chiesto, cosa ti fa piangere?

La vita è troppo breve per me, rispose,

La mia bellezza fiorisce e appassisce in un momento,

come un sorriso che viene e svanisce per sempre.»
(Nazo Tokhi)
La gente la conosceva anche per sua natura amorevole e premurosa. Venne considerata la "madre della nazione afghana", guadagnandosi il rispetto attraverso la sua poesia e il suo forte sostegno al codice pashtunwali. Nāzo chiese che il codice Pashtunwali diventasse la legge della confederazione delle tribù pashtun, e diresse conflitti tra le tribù Ghilji e Sadozai in modo da incoraggiare la loro alleanza contro i sovrani safavidi persiani. I suoi contributi poetici alla cultura afgana sono molto apprezzati anche oggi.
Quando il loro padre fu ucciso in battaglia vicino al monte Sur, il fratello di Nāzo andò in battaglia per vendicarlo e lasciò Nazo a capo della famiglia e della fortezza. Andò in battaglia e al fianco degli uomini difese la fortezza dal nemico.
Nazo Ana morì intorno al 1717 all’età di 66 anni, due anni dopo la morte di suo figlio Mirwais. Dopo la sua morte, la sua causa fu ripresa da Zarghuna Ana, la madre dell’emiro afghano Ahmad Shah Durrani.

### Sogno leggendario
Si racconta che Nāzo Tokhī ricordasse spesso un sogno premonitore, avvenuto nella notte in cui nacque il figlio Mirwais Hotak (1673). Le sarebbe apparso lo sceicco Bait Nīkə, antenato della confederazione Bettani dei Pashtun, che l'avrebbe invitata ad offrire le migliori cure e la sua totale dedizione al bambino, profetizzando che sarebbe diventato un leader e che avrebbe svolto un grande servizio per il suo popolo. Nazo avrebbe ricordato spesso a suo figlio questo sogno e lo avrebbe incitato a compiere le sue azioni con onestà e rettitudine. Il giovane Mirwais, seguito il consiglio di sua madre, divenne un grande leader degli afgani.

## Cultura di massa
Nāzo Tokhī è venerata come un'eroina tra gli afgani. A lei sono intitolate varie scuole e altre istituzioni afgane.